# Xã Telico, Quận St. Francis, Arkansas
Xã Telico (tiếng Anh: Telico Township) là một xã thuộc quận St. Francis, tiểu bang Arkansas, Hoa Kỳ. Năm 2010, dân số của xã này là 2.125 người.